# جيمي فيلدينغ
جيمي فيلدينغ (بالإنجليزية: Jamie Fielding)‏ هو موسيقي أسترالي، ولد في 1960، وتوفي في 1993.